# MS-13
La Mara Salvatrucha (abrégé en MS-13, MS ou Mara) est un gang de plusieurs dizaines de milliers de membres né dans les années 1970 et 1980 à Los Angeles afin de protéger les immigrés salvadoriens des autres gangs de la région. Avec le temps, l'organisation se transforme en une organisation criminelle plus traditionnelle et est aujourd'hui connue pour sa cruauté et sa rivalité avec le 18th Street Gang. Elle est impliquée dans des activités criminelles aux États-Unis, au Canada, au Mexique, en Amérique centrale et en Espagne.
Après la fin de la guerre civile du Salvador en 1992, de nombreux membres de MS-13 sont renvoyés au Salvador. D'autres sont renvoyés après leur arrestation ; ces voyages de membres du gang facilitent son exportation dans l'ensemble de l'Amérique centrale. En 2018, l'organisation compte environ 10 000 membres aux États-Unis.

## Origine du nom
L'origine du nom Mara Salvatrucha est peu claire. Certaines sources affirment que le nom vient de La Mara, une rue de San Salvador, et des guerilleros salvadoriens appelés Salvatrucha. Le mot mara signifie également gang, en argot espagnol d'Amérique centrale (en), et s'inspire du mot marabunta, un type de fourmi légionnaire. Salvatrucha peut venir de la combinaison de Salvadorien et trucha (« éveil, alerte ») et est historiquement utilisé pour désigner les paysans salvadoriens entraînés à la guérilla pendant la guerre civile du Salvador, représentant le Front Farabundo Martí de libération nationale.

## Histoire

### Origines

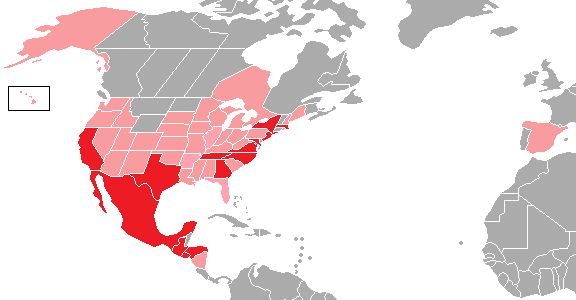
Répartition géographique de la Mara Salvatrucha en Amérique du Nord.

Dans les années 1970 et 1980, les États-Unis refusent le droit d'asile aux Salvadoriens qui fuient la guerre civile, les considérant comme des immigrants clandestins. Les Salvadoriens s'installent donc majoritairement dans des villes déjà peuplées de nombreux clandestins, comme Los Angeles, afin de mieux passer inaperçus. Ces demandes d'asile restent ignorées jusqu'en 1991, année durant laquelle le procès American Baptist Churches v. Thornburgh (en) mène à l'acceptation des demandes d'asile du Guatemala et du Salvador pour tous les ressortissants arrivés avant 1990. À ce moment, cependant, la guerre civile au Salvador est déjà presque terminée.
La Mara Salvatrucha naît dans les années 1980 à Los Angeles,. Elle est créée par des immigrants salvadoriens du quartier Pico-Union, venus fuir les guerres civiles d'Amérique centrale,,. À l'origine, il s'agit d'un petit groupe de jeunes délinquants amateurs de heavy metal vivant à Los Angeles. Victime de nombreuses discriminations raciales, le groupe devient rapidement une bande criminelle de plus grande envergure : elle s'attelle à la protection des immigrants salvadoriens menacés par les gangs les plus dangereux de Los Angeles, qui sont contrôlés par des populations mexicaines, asiatiques et afro-américaines.

### Rivalité avec le18th Street Gang
En 1990, Ernesto Deras, un ancien militaire salvadorien formé à l'École militaire des Amériques, prend le contrôle de MS-13. Il utilise ses connaissances militaires pour inculquer une discipline stricte au gang et améliorer la logistique de ses actions criminelles. C'est à ce moment que le gang commence à gagner en envergure, se découvrant une rivalité avec le 18th Street Gang. Les deux organisations entretiennent des rapports cordiaux à l'origine, étant du petit nombre des bandes criminelles acceptant les Salvadoriens en leur sein, et la raison pour laquelle leurs rapports se dégradent est incertaine. La version la plus probable est qu'en 1989, lors d'un conflit armé ayant une femme pour objet, un membre du MS-13 est tué par un membre du 18th Street Gang, et que le cercle vicieux de représailles qui s'ensuit nourrit l'animosité des deux organisations.

### Politique des déportations
De nombreux membres de la Mara Salvatrucha habitant à Los Angeles sont déportés après leur arrestation. C'est le cas de Jose Abrego, un membre haut placé de l'organisation, qui est renvoyé quatre fois dans son pays d'origine. Ces déportations, loin d'affaiblir le MS-13, lui permettent au contraire de recruter des nouveaux membres dans toute l'Amérique centrale,. L'activité des bandes criminelles est négligeable au Salvador jusqu'à cette politique de déportations suivie par les États-Unis dès la fin de la guerre civile en 1992. Dans le contexte des accords de paix de Chapultepec, le gouvernement salvadorien est sommé de former une police de métier - jusque-là, il utilisait l'armée comme police. Le parti au pouvoir, l'Alliance républicaine nationaliste, est cependant affiliée à l'armée et retarde la formation de la police salvadorienne. Sans police, les gangsters déportés ne rencontrent aucune opposition lors de l'importation de MS-13 au Salvador. De plus, la guerre civile à peine terminée, de nombreuses armes sont en circulation dans le pays, permettant à l'organisation de se lancer dans la vente d'armes. Dans les années 2010, il s'agit encore d'une de ses principales sources de revenus. Les difficultés économiques du pays et les réformes économiques drastiques contribuent également à la croissance du gang.

### Répression

#### Au Salvador
La violence due aux gangs atteint son maximum au Salvador dans les années 1990, avant de diminuer au début des années 2000. L'Alliance républicaine nationaliste met en place les politiques de La Mano Dura (en) pour lutter contre les bandes criminelles. Ces politiques participent cependant à l'essor des gangs au Salvador.
Les politiques Mano Dura sont suivies d'une paix temporaire entre MS-13 et le 18th Street Gang. Sous la présidence de Mauricio Funes de 2009 à 2014, les gangs et le gouvernement entament des négociations non officielles. Le gouvernement demande aux gangs de faire baisser les taux de meurtre en échange du transfert de leurs membres vers des prisons à basse sécurité. Les gangs doivent aussi recevoir de l'argent du gouvernement pour chaque arme à feu dont ils se séparent. Les homicides baissent drastiquement après ces négociations, mais libérés des guerres de territoire, les gangs se concentrent à la place sur le recrutement de nouveaux membres, une meilleure organisation et le chantage pour extorquer de l'argent à des personnes qui ne font pas partie des organisations. La paix entre les gangs soulève donc l'opposition populaire.
Le nouveau président Salvador Sánchez Cerén fait campagne pour une approche qui ne tolère plus les gangs. En 2014, quand il devient président, la trêve entre les gangs s'arrête et le taux de meurtres commis par la police sans intervention de la justice augmente fortement. Pendant la trêve, les gangs ont eu le temps de se concentrer sur leur expansion et sur une meilleure organisation sans être dérangés par des conflits armés ; à la reprise des hostilités, ils ont pris énormément d'envergure. Avec des gangs mieux armés, mieux formés et mieux organisés, les violences explosent. En 2015, le Salvador est en tête de liste des pays par taux d'homicide volontaire, en grande partie à cause de la rivalité entre MS-13 et 18th Street Gang. Les procès des criminels arrêtés mettent en lumière une importante corruption, dont par exemple des négociateurs du gouvernement encourageant l'augmentation du taux d'homicide afin de faciliter les négociations.
Un accord de paix entre les principaux gangs salvadoriens avait été mis en place par le chef de la Mara 18 du Salvador, Viejo Lin, mais finalement assez faiblement respecté. Une trève identique avait été trouvée par le chef guatemalteque de la Mara 13, Jorge Yahir de León Hernández.
En 2015, la Cour suprême du Salvador (en) classifie les gangs comme des organisations terroristes.
Le 27 juillet 2017, la police du Salvador arrête 113 personnes suspectées de faire partie de l'organisation.
Depuis fin mars 2022, sous l'action du président Nayib Bukele, plus de 55 000 membres présumés de bandes criminelles, ont été arrêtés.

Avant la Toussaint 2022 le vice-ministre de la Justice, Osiris Luna, a indiqué qu'« une soixantaine d'inscriptions, portant des mentions MS-13, acronyme du gang Mara Salvatrucha, l'un des plus violents du Salvador, ont été démolies au cimetière de Santa Tecla, pour éviter qu'elles ne deviennent des lieux de culte ».

#### Aux États-Unis
En 2004, le FBI crée la « MS-13 National Gang Task Force »,. Le FBI commence à coopérer avec les polices du Salvador, du Honduras, du Guatemala et du Mexique, et ouvre une antenne à San Salvador en février 2005,.
L'année suivante, le FBI participe à la création du National Gang Intelligence Center (en) et présente une stratégie au Congrès. En parallèle, l'United States Immigration and Customs Enforcement lance l'opération Community Shield (en). En 2011, la MS-13 Task Force compte plus de 20 000 arrestations, dont 3 000 membres de l'organisation.
En octobre 2012, le département du Trésor des États-Unis bloque toutes les possessions de l'organisation sur le territoire américain et considère MS-13 comme une organisation criminelle transnationale (en).
En 2015, le gouvernement saisit tous les biens des trois grands dirigeants du gang et rend tout contrat avec eux illégal. Ces trois dirigeants, José Luís Mendoza Figueroa, Eduardo Erazo Nolasco, et Élmer Canales Rivera, sont tous trois en prison au Salvador mais continuent à gérer l'organisation depuis leur prison.
En janvier 2016, plus de 400 policiers de Boston sont mobilisés dans l'arrestation de 37 membres du gang et la confiscation d'armes et d'argent au domicile des personnes arrêtées. Les chefs d'accusation incluent des infractions aux lois sur l'immigration, le racket, et le trafic d'armes à feu et de drogue.
Le 16 décembre 2017, le gouvernement annonce avoir arrêté 267 membres présumés de l'organisation au sein de l'opération Raging Bull, dont 53 arrestations au Salvador et le reste aux États-Unis. Les motifs d'accusation incluent le trafic de drogue, la prostitution enfantine, l'aide à l'immigration illégale, le racket et le meurtre prémédité,,.

#### Ailleurs
Le 4 juin 2008, la police arrête 21 personnes à Toronto.
En mars 2014, 35 membres présumés sont arrêtés à Barcelone et 18 sont incarcérés.
En 2020, le chef de la Mara 13 au Guatemala, Jorge Yahir de León Hernández, a lancé un accord de paix avec ses rivaux de la Mara 18.

## Activités
Les personnes originaires d'Amérique centrale sont les cibles les plus communes des violences et menaces du MS-13. Beaucoup de victimes sont mineures. Plus généralement, en particulier au Salvador, les femmes et les enfants sont des victimes très communes du gang. Il s'agit souvent de représailles lors desquelles on tue une famille entière, parfois même ses amis et ses connaissances, plutôt que seulement le membre du gang adverse. Des bus sont brûlés, avec les passagers encore à bord, seulement parce qu'ils viennent d'un quartier ennemi. 300 000 personnes originaires du Honduras se rendent chaque année à la frontière entre les États-Unis et le Mexique pour faire une demande d’asile pour entrer aux États-Unis parce qu’il se font menacer par le MS-13 et/ou ont peur de ce gang.
Au Mexique, les membres du MS-13 sont recrutés par le cartel de Sinaloa pour se battre contre Los Zetas au cours de la guerre de la drogue au Mexique,,.
Les violences sont parfois commises avec des machettes plutôt que des armes à feu, plus classiques,.
Leur plus grand rival est le 18th Street Gang, qui est le plus important gang de Los Angeles et l'ennemi de la MS 13 dans tous les pays où il est implanté.
En septembre 2020, le site d’investigation El Faro révèle que le MS-13 négocie secrètement depuis un an avec le président du Salvador, Nayib Bukele. Le journal El País estime que la baisse des homicides dans le pays n’est pas due à la politique sécuritaire du gouvernement mais « à un échange de bons services » : en contrepartie d’un assouplissement des conditions de détention de ses membres et d’autres promesses, le gang se serait engagé à réduire le nombre d'assassinats et à soutenir la formation politique de Nayib Bukele lors des élections. Nayib Bukele a démenti avec vigueur et annoncé peu après l'ouverture d'une enquête pour « une grave affaire de blanchiment d'argent » concernant le média en ligne El Faro.

## Effectifs

### Nombre de membres et couverture géographique
Yvan Delorme, chef de la police de Montréal, déclare en 2007 que les maras se sont implantés au Canada.
Selon le rapport sur la menace des gangs de 2009, le gang est estimé avoir entre 30 000 et 50 000 membres dans le monde, dont entre 8 000 et 10 000 membres qui habitent aux États-Unis,. Ce chiffre aux États-Unis reste stable, avec une estimation de 10 000 membres en activité aux États-Unis en 2018,.
On estime que la MS-13 compte environ trois mille membres en Espagne et deux mille au Portugal. Ils arrivent sur la péninsule Ibérique pendant les années 2000, utilisant les politiques de regroupement familial à destination des immigrés latino-américains. Il est cependant à noter que la MS-13 est peu active en Espagne : si ses membres utilisent les mêmes codes visuels et signes distinctifs, ils ne participent pas aux grandes activités criminelles et se cantonnent généralement à la délinquance de rue.

### Recrutement

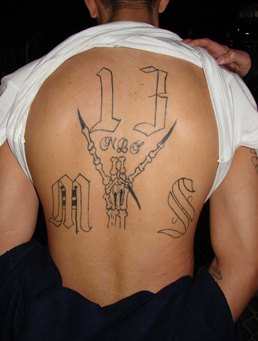
Tatouage du MS-13

Dans les cas de meurtres attribués au MS-13, la majorité des suspects sont mineurs. De nombreuses écoles refusant d'admettre les adolescents arrivant d'Amérique centrale sans représentant légal, les jeunes déscolarisés sont très vulnérables au recrutement par des gangs. Au Salvador, les enfants sont souvent recrutés lors de leurs trajets quotidiens pour l'école, l'église ou le travail, s'ils sont plus âgés. Les jeunes emprisonnés pour une infraction quelconque rejoignent généralement un gang pendant leur peine.
L'initiation des nouveaux membres consiste à être violemment battus pendant 13 secondes,,,,.
À l'origine, seuls les Salvadoriens pouvaient devenir membres de la Mara Salvatrucha. Toutefois, la MS compte maintenant des membres provenant de l'Équateur, du Guatemala, du Honduras et du Mexique. Bien que la MS ait supprimé les obstacles raciaux des conditions d'adhésion à la bande, la majorité des nouveaux membres sont choisis en fonction de leur héritage ethnique (centre-américain). Les membres de la bande MS sont essentiellement âgés de 8 à 40 ans, même si l'on peut trouver certains membres au-delà de cet âge.

### Signes distinctifs

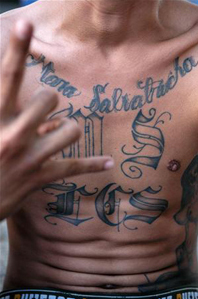
Membre couvert du tatouage du MS-13 et faisant le signe des cornes

De nombreux membres sont couverts de tatouages incluant les mots MS, Salvatrucha, la forme des cornes du diable ou le nom entier du gang. En 2007, la stratégie du gang change et les membres commencent à éviter les tatouages faciaux afin de passer inaperçus en public.
Le gang utilise également des signes des mains pour se reconnaître. Le plus commun est le signe des cornes, qui forme un M quand on le fait à l'envers. Ce symbole aurait été utilisé après que des fondateurs du gang sont allés à des concerts de heavy metal et se sont approprié le signe.
La devise de la MS-13 est Mata, Roba, Alto, Controla (« Tue, Vole, Viole, Contrôle »).

## Place dans la politique américaine
Le MS-13 est un thème récurrent du Parti républicain, et en particulier de la campagne de Donald Trump,,,. Son argument principal est que les villes sanctuaires comme Los Angeles contribuent aux activités criminelles de MS-13,. Des études concluent cependant qu'il n'y a pas de corrélation entre les politiques sur l'immigration et les taux de crime dans les villes des États-Unis,,.
Sous la présidence de Donald Trump, MS-13 devient une priorité du département de la Justice des États-Unis. Trump annonce que des villes ont été libérées de la présence du MS-13 sous sa présidence et son affirmation est démentie,. En 2018, il annonce plusieurs fois que son administration a fait déporter « des milliers et des milliers » de membres du gang,. Kirstjen Nielsen justifie la séparation des familles migrantes en affirmant que des enfants sont utilisés par le MS-13 pour passer la frontière entre le Mexique et les États-Unis. Aucune preuve ne soutient cette affirmation.
Le Parti républicain accuse plusieurs fois le Parti démocrate d'être responsable des violences perpétrées par le gang, appelant à une régulation plus stricte de l'immigration,,,,,,,,.

### Filmographie
- (en) La vida loca de Christian  Poveda, 2009 : documentaire